# Musa (sułtan)
Musa (zm. 1413) – sułtan osmański w Rumelii w latach 1410–1413.
Musa był jednym z młodszych synów sułtana Bajazyda I Błyskawicy. Po porażce w bitwie pod Ankarą i uwięzieniu ojca (1402), a wkrótce potem jego śmierci w niewoli, w imperium osmańskim rozpoczął się okres chaosu i walk o władzę pomiędzy synami Bajazyda. Musa wzięty do niewoli wraz z ojcem, został z niej wypuszczony przez Tamerlana po śmierci Bajazyda z jego ciałem, które przewiózł do Bursy. Początkowo wspierał brata Mehmeda (który opanował część Anatolii) w walkach przeciwko innemu bratu Isie, a po pokonaniu tego ostatniego przeciwko najstarszemu bratu Sulejmanowi rządzącemu w Rumelii. Początkowo Sulejman odnosił sukcesy, ale Musa, wysłany w 1409 r. przez Mehmeda do Europy i wspierany przez hospodara wołoskiego Mirczę Starego (Musa poślubił jego córkę) pokonał Sulejmana. Jednak zamiast oddać zdobycz Mehmedowi, sam objął władzę w Rumelii i obwołał się w Adrianopolu w 1410 r. sułtanem. Odtąd w grze o tron sułtański pozostało dwóch braci: Musa w Europie oraz Mehmed w Azji.
Mehmed już w 1410 r. podjął próbę obalenia Musy, jednak bezskutecznie. Tymczasem Musa zaatakował księcia serbskiego Stefana Lazarevicia, którego winił za swą pierwszą porażkę w starciach z Sulejmanem, rozpoczął też oblężenie Konstantynopola. W efekcie Mehmed, który pokonał swoich wrogów w azjatyckiej części imperium, a który nie tylko chciał zdobyć Rumelię, ale też ukarać brata za zdradę, porozumiał się z cesarzem bizantyjskim Manuelem II Paleologiem oraz księciem Stefanem – ich armie wkroczyły do Rumelii. W 1413 r. w decydującej bitwie w okolicach Sofii wojsko Musy, zdemoralizowane z powodu okrucieństwa swego wodza, uciekło, a sam Musa zginął.
Musa nie pozostawił potomstwa. Po jego śmierci władzę w zjednoczonym imperium objął Mehmed.